# Alex DeJohn
Alexander Ray DeJohn (Marlboro, 10 maggio 1991) è un ex calciatore statunitense, di ruolo difensore.

## Carriera
A livello collegiale ha giocato a calcio tra il 2009 e il 2012 per i Monarchs, la squadra dell'Old Dominion University di Norfolk, in Virginia. Durante questo periodo, nel 2011 ha giocato anche 11 partite per i Central Jersey Spartans, nella USL Premier Development League. Nel 2013 è stato selezionato dai New England Revolution al terzo giro dell'MLS Supplemental Draft – un draft secondario della Major League Soccer – ma, dopo essersi allenato per circa un mese, non ha ottenuto un contratto.
DeJohn è così volato in Finlandia firmando un contratto annuale con l'Ekenäs IF, club militante nella terza serie nazionale. L'anno successivo è stato ingaggiato dal TPS, salendo dunque di categoria in quanto i bianconeri militavano in Veikkausliiga: la stagione si è però conclusa con una retrocessione in Ykkönen, campionato in cui la squadra mancava dal 2002.
Lasciata la Finlandia, DeJohn si è accordato per due anni con i norvegesi dello Start. Non si è trattato del primo statunitense in forza al club della cittadina di Kristiansand, visto che in passato vi avevano militato i connazionali Clarence Goodson e Hunter Freeman. La squadra si è salvata dopo gli spareggi al termine della Eliteserien 2015, mentre l'anno seguente si è piazzata nettamente all'ultimo posto con soli 16 punti conseguiti nell'arco di 30 partite.
La sua permanenza in Scandinavia è proseguita con un'ulteriore tappa, questa volta in Svezia al Dalkurd nella seconda serie nazionale. La prima stagione svedese di DeJohn si è chiusa con 20 presenze, di cui 9 da titolare e 11 da subentrante, mentre la squadra ha terminato al 2º posto in classifica e ottenuto la prima promozione in Allsvenskan della propria storia. Nel 2018, al secondo e ultimo anno di contratto, il difensore americano ha collezionato 18 presenze e due gol all'attivo (entrambi nella stessa partita, una sconfitta casalinga per 2-3 contro l'Hammarby) ma il Dalkurd ha finito per retrocedere.
In vista della stagione 2019, DeJohn è tornato negli Stati Uniti per disputare la sua prima stagione in Major League Soccer con la maglia dell'Orlando City.
Il 9 febbraio 2021 è passato ai Pittsburgh Riverhounds. Il 12 marzo successivo è passato all'Atlanta United.